# Karol Szwedowski
Karol Szwedowski, herbu Korwin (ur. w 1889 w Chrząstowie, zm. 30 sierpnia 1941 w Legionowie) – dyplomowany mistrz budowlany, obrońca Westerplatte.

## Życiorys
Był synem Jacentego i Józefy. Pracując na budowach, uczył się murarstwa, ciesielstwa i zduństwa. 13 grudnia 1927, mając 38 lat, uzyskał dyplom mistrza budowlanego i został przyjęty do Cechu Rzemiosł miasta Pułtuska.
4 kwietnia 1934 przyjechał z Legionowa do Gdańska i został zatrudniony jako pracownik kontraktowy w Wojskowej Składnicy Tranzytowej na Westerplatte. Do 1939 prowadził w niej prace sezonowe, wykonując m.in. krycie dachu magazynu mundurowego oraz nad kaplicą w domu kuracyjnym, przebudowę piwnicy w kasynie podoficerskim i piec grzewczy w pralni.
W czasie obrony Westerplatte przyjął na siebie obowiązki sanitariusza i udzielał pomocy rannym w walce żołnierzom. Po kapitulacji WST został aresztowany przez Niemców i osadzony w obozie koncentracyjnym Stutthof. Następnie wywieziono go w głąb Niemiec do obozu KL Buchenwald, skąd został wyprowadzony przez polskie ugrupowanie konspiracyjne (w uratowaniu pomogła mu także znajomość języka niemieckiego).
W trzy dni po powrocie Karola Szwedowskiego do Legionowa jego syn, Karol, został aresztowany w łapance i następnie wywieziony do KL Auschwitz, gdzie zginął.
Naczelny Wódz marszałek Edward Śmigły-Rydz 4 września 1939 r. odznaczył każdego z westerplatczyków orderem Virtuti Militari oraz awansował o jeden stopień.

### Coda
Według świadectwa śmierci wydanego na zasadzie ksiąg metrykalnych z 30 sierpnia 1941 w Generalnym Gubernatorstwie w Legionowie (nr akt 105, rok 1941): "Karol Szwedowski mając 52 lata, s. Jacentego i Józefy umarł w Legionowie na Bukowcu z wycieńczenia po przebytych obozach, dnia 30 sierpnia 1941 r."

### Rodzina
Karol Szwedowski był żonaty i miał pięcioro dzieci. Córki – Irena i Maria oraz syn – Józef przeżyli wojnę. Ryszard został rozstrzelany przez hitlerowców 26 lutego 1940 w Palmirach, a Karol (junior) został zamordowany w Auschwitz.

## Książka i film
Wiele wzmianek o pomocy Karola Szwedowskiego walczącym żołnierzom zawiera książka pt. Westerplatte (opublikowana przez Wydawnictwo Ministerstwa Obrony Narodowej w 1978). Jego dzielna postawa została także ukazana w filmie fabularnym zatytułowanym tak samo jak książka. W owym obrazie, wyreżyserowanym przez Stanisława Różewicza, rolę Karola Szwedowskiego zagrał Bolesław Płotnicki. Natomiast w filmie Tajemnica Westerplatte (2013) w jego postać wcielił się Romuald Kłos.